# Dahida
Dahira o Dahida fou un petit estat tributari protegit de l'agència de Kathiawar, al sud de la península del mateix nom, regió de Gujarat, presidència de Bombai, Índia. Estava format únicament per tres pobles.
La renda estimada el 1881 era d'unes mil lliures.